# Hunting High and Low
Hunting High and Low is het debuutalbum van a-ha uit 1985. Wereldwijd zijn er ongeveer 7,8 miljoen exemplaren van verkocht.

## Singles van dit album
- Take on Me - NL #1
- The Sun Always Shines on T.V. - NL #5
- Hunting High and Low (remix) - NL #15
- Train of Thought (remix) -